# ア・ダーティ・シェイム
『ア・ダーティ・シェイム』（原題：A Dirty Shame）は、2004年に製作されたアメリカ合衆国の映画。
ジョン・ウォーターズ監督による、コメディ映画。

## キャスト
- シルビア・スティックル：トレイシー・ウルマン
- レイ・レイ・パーキンズ：ジョニー・ノックスヴィル
- カプリス：セルマ・ブレア
- ボーン・スティクルス：クリス・アイザック
- ビッグ・エセル：スザンヌ・シェパード
- マージ：ミンク・ストール
- ペイジ：パトリシア・ハースト
- ドーラ：ジャッキー・ホフマン
- リッキー・レイク（カメオ出演）
- デヴィッド・ハッセルホフ （カメオ出演）